# Staroczesi
Staroczesi (cz. Staročeši, oficjalnie Národní strana, Partia Narodowa) – czeska partia polityczna działająca w latach 1848–1918. Najstarsza czeska partia polityczna w monarchii austro-węgierskiej, powstała w 1848 roku jako nieformalne stowarzyszenie, w 1860 roku oficjalnie stała się partią.
Założycielami staroczechów byli m.in. František Palacký i František Ladislav Rieger. Partia reprezentowała austroslawizm. W 1874 roku z Partii Narodowej wyodrębniła się przeciwstawiająca się staroczechom partia młodoczeska. Po 1890 roku nastąpił stopniowy spadek popularności partii staroczeskiej, spowodowany m.in. układami z zamieszkującymi Czechy Niemcami.